# Enrique Deichler
Enrique Deichler Miranda (ur. w 1882 w San Pedro, zm. 12 kwietnia 1964) – chilijski jeździec sportowy, uczestnik Igrzysk Olimpijskich 1912.
Podczas Igrzysk Olimpijskich w Sztokholmie w 1912 roku brał udział w konkursie indywidualnym skoków przez przeszkody. Startował na koniu Chile. Z wynikiem 176 punktów został sklasyfikowany na 16. pozycji.